# Ijimaiellia ijimai
Ijimaiellia ijimai is een mosdiertjessoort uit de familie van de Calwelliidae. De wetenschappelijke naam van de soort is voor het eerst geldig gepubliceerd in 1921 door Okada.